# Anne-Marie Rey
Anne-Marie Rey (* 3. September 1937 in Burgdorf; † 25. Juni 2016) war eine Schweizer Frauenrechtlerin, die durch ihr Engagement für das Recht auf Schwangerschaftsabbruch bekannt wurde.

## Leben
Die Tochter eines Frauenarztes studierte an der Dolmetscherschule der Universität Genf. Von 1962 bis 1965 besuchte sie die Berufsschulklasse an der Tanzakademie Harald Kreutzberg. 1971 war sie Mitglied des Komitees, das die Eidgenössische Volksinitiative «für Straflosigkeit der Schwangerschaftsunterbrechung» lancierte. Ebenfalls 1971 war sie eine treibende Kraft bei der Gründung der Schweizerischen Arbeitsgemeinschaft für Bevölkerungsfragen (SAfB), später umgetauft in ECOPOP, und hat den Verein als Sekretärin von 1971 bis 1988 mitgeprägt. 1973 war sie Mitbegründerin der Schweizerischen Vereinigung für Straflosigkeit des Schwangerschaftsabbruchs (SVSS). 1987 bis 1995 war sie als Vertreterin der Sozialdemokratischen Partei (SP) Mitglied des Berner Kantonsparlamentes. Sie war verheiratet und Mutter von drei Kindern.
In ihrem autobiografischen Buch schildert sie das Schicksal der letzten Frauen, die in der Schweiz in den 1980er Jahren wegen illegaler Abtreibung verurteilt wurden. Im Detail beschreibt sie den über 30-jährigen politischen Kampf, an welchem sie selbst massgeblich beteiligt war, bis im Oktober 2002 die Fristenregelung in Kraft gesetzt wurde.
Ab 2007 bis zu ihrem Tod übernahm sie das Sekretariat der APAC-Suisse (Association de professionnels de l’avortement et de la contraception), einer Arbeitsgruppe von Fachleuten, die im Bereich ungewollte Schwangerschaft und Schwangerschaftsverhütung engagiert sind.
Aufgrund ihrer Überzeugung, dass alle Menschen das Recht auf reproduktive Selbstbestimmung haben und dieses Recht auch den ärmeren Frauen zugänglich sein sollte, unterstützte sie auch die ECOPOP-Initiative. Unter anderem war sie Mitglied im Unterstützungskomitee der Initiative und trat in der Arena-Sendung des Schweizer Fernsehens zur Abstimmung 2014 in der zweiten Reihe für die Initiative auf.

## Werke
- Die Erzengelmacherin – Das 30-jährige Ringen um die Fristenregelung. Xanthippe, Zürich 2007, ISBN 978-3-905795-02-8.